# USA:s Grand Prix 1973
USA:s Grand Prix 1973 var det sista av 15 lopp ingående i formel 1-VM 1973.  

## Rapport
Jackie Stewart i Tyrrell var inför loppet i USA, vilket var hans sista lopp, redan klar världsmästare så den mest intressanta frågan var vem som skulle ta andraplatsen i mästerskapet. Kampen stod mellan Jackie Stewarts stallkamrat François Cévert och Emerson Fittipaldi i Lotus. I konstruktörsmästerskapet gällde att Lotus ledde med en poäng före Tyrrell. 
Striden avgjordes redan under lördagen då François Cévert i slutet av förmiddagssessionen kraschade in i en skyddsbarriär i hög fart. Han omkom direkt varefter Tyrrell omedelbart drog tillbaka sina två andra bilar och gav därmed upp kampen om konstruktörstiteln. I övrigt var entusiasmen låg bland de deltagande under kvalificeringen senare. 
Ronnie Peterson i Lotus, som startade från pole position, tog ledningen i loppet före Carlos Reutemann i Brabham, Emerson Fittipaldi och James Hunt i Hesketh. James Hunt hade avancerat till andra plats redan efter fyra varv och i mål var han endast 0,668 sekunder efter segraren Ronnie Peterson. Emerson Fittipaldi kom på sjätte plats i loppet vilket dock inte påverkade hans nu redan klara andraplats i förarmästerskapet.

## Resultat
1. Ronnie Peterson, Lotus-Ford , 9 poäng
2. James Hunt, Hesketh (March-Ford), 6
3. Carlos Reutemann, Brabham-Ford, 4
4. Denny Hulme, McLaren-Ford, 3
5. Peter Revson, McLaren-Ford, 2
6. Emerson Fittipaldi, Lotus-Ford, 1
7. Jacky Ickx, Williams (Iso Marlboro-Ford)
8. Clay Regazzoni, BRM
9. Jean-Pierre Beltoise, BRM
10. Mike Beuttler, Clarke-Mordaunt-Guthrie (March-Ford)
11. Jean-Pierre Jarier, March-Ford (varv 57, olycka)
12. Howden Ganley, Williams (Iso Marlboro-Ford)
13. Graham Hill, Hill (Shadow-Ford)
14. George Follmer, Shadow-Ford
15. Jackie Oliver, Shadow-Ford
16. Arturo Merzario, Ferrari

### Förare som bröt loppet
- Wilson Fittipaldi, Brabham-Ford (varv 52, för få varv)
- Jody Scheckter, McLaren-Ford (39, upphängning)
- Jochen Mass, Surtees-Ford (35, motor)
- Niki Lauda, BRM (35, bränslepump)
- Mike Hailwood, Surtees-Ford (34, upphängning)
- Carlos Pace, Surtees-Ford (32, upphängning)
- John Watson, Brabham-Ford (7, motor)
- Rikky von Opel, Ensign-Ford (0, gasspjäll)
- Jackie Stewart, Tyrrell-Ford (0, drog sig tillbaka)
- Chris Amon, Tyrrell-Ford (0, drog sig tillbaka)

### Förare som diskvalificerades
- Brian Redman, Shadow-Ford (varv 5, tog emot extern hjälp)

### Förare som ej startade
- François Cévert, Tyrrell-Ford (fatal olycka)[2]